# Potojtic
Potojtic är en ort i Mexiko.   Den ligger i kommunen Zinacantán och delstaten Chiapas, i den sydöstra delen av landet, 700 km öster om huvudstaden Mexico City. Potojtic ligger 1 348 meter över havet och antalet invånare är 493.
Terrängen runt Potojtic är varierad. Runt Potojtic är det ganska tätbefolkat, med 54 invånare per kvadratkilometer. Närmaste större samhälle är Chiapa de Corzo, 18,9 km väster om Potojtic. I omgivningarna runt Potojtic växer huvudsakligen savannskog.